# Nupserha ornaticollis
Nupserha ornaticollis är en skalbaggsart som beskrevs av Stefan von Breuning 1949. Nupserha ornaticollis ingår i släktet Nupserha och familjen långhorningar.
Artens utbredningsområde är Rwanda. Inga underarter finns listade i Catalogue of Life.